# K. Schippers
Pour les articles homonymes, voir Schippers.
K. Schippers est le pseudonyme de Gerard Stigter (Amsterdam, 6 novembre 1936 - Amsterdam, 12 aout 2021), poète, romancier et critique d’art néerlandais. On lui doit d’avoir adapté le «ready-made» à la poésie lui permettant de jeter un regard innovateur sur les objets et les évènements de la vie quotidienne. En 1996, il se voit décerner le prix P.C. Hooft pour l’ensemble de son œuvre.

## Biographie
Né à Amsterdam, Gerard Stigter fit connaissance dès l’école secondaire avec le style clair et dépouillé d’auteurs comme Nescio, Willem Elsschot, A. Alberts et Simon Carmiggelt. En 1958, avec Gerard Bron (G. Brands), Henk Marsman (J. Bernlef) et Frits Jacobsen il fonda le magazine littéraire Barbarber qui devait exister jusqu’en 1972. Jacobsen ayant quitté après la parution du premier numéro, les trois autres cofondateurs changèrent leur nom pour bien marquer le caractère novateur de la revue. Il fit ses débuts littéraires en 1963 avec le recueil De waarheid as De koe. Son pseudonyme, K. Schippers, naquit d’une erreur d’écriture d’un libraire qui avait mal interprété son nom. Il passa au roman avec Bewijsmateriaal (1978) et continua jusqu’en 2021 lorsque parut Nu je het zegt. Parmi ses romans qui eurent le plus de succès, mentionnons Eerste indrukken (1979), Beweegredenen (1982), Poeder en wind (1996) et Waar was je nou (2005). Entretemps parurent divers recueils tels Tellen en wegen (2011) et Fijn dat u luistert (2015). Il écrivit également des livres pour enfants comme Nachts of dak (1994) et Sok of sprei (1998). Écrivain, Stigter fut aussi critique d’art. À ce titre, il publia une histoire du dadaïsme aux Pays-Bas (Holland Dada, 1974) ainsi qu’une étude sur le thème de la fiancée dans l’œuvre de Marcel Duchamp (De bruid van Marcel Duchamp, 2010).  L’œuvre de Man Ray lui inspira une étude sur ce photographe nord-américain (Het formaat van Man Ray, 1979). Enfin on lui doit la parution des poèmes expérimentaux de Theo van Doesburg (Nieuwe woordbeeldingen. Verzamelde gedichten van I. K. Bonset, 1975). Il fut également cofondateur et rédacteur du magazine culturel Hollands Diep dont l’existence fut éphémère (1975-1977). De façon régulière il rédigea des articles pour des revues et journaux comme le Haagse Post et le supplément culturel du NRC Handelsblad. Il écrivit aussi des textes promotionnels et, en collaboration avec le réalisateur Kees Hin, des scénarios pour les films Het theater van het geheugen (1982), Het schaduwrijk (1993) et Cinéma invisible - Le Livre (2005). Outre les prix littéraires mentionnés ci-après, la collection de ses œuvres Buiten Beeld fut choisie en 2014 comme livre-cadeau durant la Semaine nationale de la poésie aux Pays-Bas et en Flandres, accompagnant chez les libraires tout achat de poésie en néerlandais. En 1961, Stigter épousa Erica Hoornik, fille du poète Ed. Hoornik, dont il eut deux filles. L’une d’elle, Bianca Stigter, épousa le réalisateur et producteur de films Steve McQueen et devint elle-même historienne, écrivaine et critique d’art. Stiger mourut le 12 aout 2021, à l’âge de 84 ans des suites d’un cancer,. Le HP/De Tijd publia de façon posthume sa dernière entrevue.

## Le «ready-made» comme genre poétique
Lors de la fondation de la revue Barbarber, celle-ci fut qualifiée de «magazine pour les textes» (tijdschrift voor teksten). Stigter et ses collègues y prenaient leurs distances de la génération de poètes expérimentaux des années 1950 qu’ils accusaient de s’occuper davantage d’esthétique que de la réalité, laquelle devait, selon eux, constituer le fondement de la poésie. Les textes résolument «antipoétiques» publiés dans ce magazine étaient inspirés de Dada et conduisirent éventuellement à la création d’une adaptation du genre artistique «ready-made» qui remettait en question la frontière entre l’art et la réalité. Ainsi l’une des contributions de Stigter concernait une tortue perdue. Cette attitude iconoclaste se poursuivit dans les œuvres ultérieures. Ainsi dans Buiten Beeld (Hors cadre) paru en 2014, de simples points sur une page nue sont intitulés «Position des taupes dans le ciel», traçant ainsi un parallèle entre une carte du ciel conventionnelle et les taupinières d’un paysage terrestre. Bien que la plupart de ses poèmes soient dotés d’une mise en page évidente, Stigter n’utilise ni la rime, ni autres figures de style, voulant plutôt se concentrer sur la réalité quotidienne. Dans «Blanc», Stigter affirme ainsi que: «le blanc ressort / parce qu’il n’est pas seul / sur le papier». On retrouve cette vision de la réalité dans le poème Black du recueil Buiten Beeld qui fait appel à la vision d’un enfant: «Regarde (les lettres) / comme un enfant de cinq ans / qui n’a jamais / lu un mot». Cette approche non conventionnelle de choses ordinaires vues sous un angle différent fut inspirée par Marcel Duchamp qui disait que «lorsqu’une horloge est regardée de côté, elle cesse d’indiquer l’heure». Stigter devait tirer de cette phrase le titre de sa deuxième collection de poésies, Een klok en profil (Une horloge et son profil, 1965).

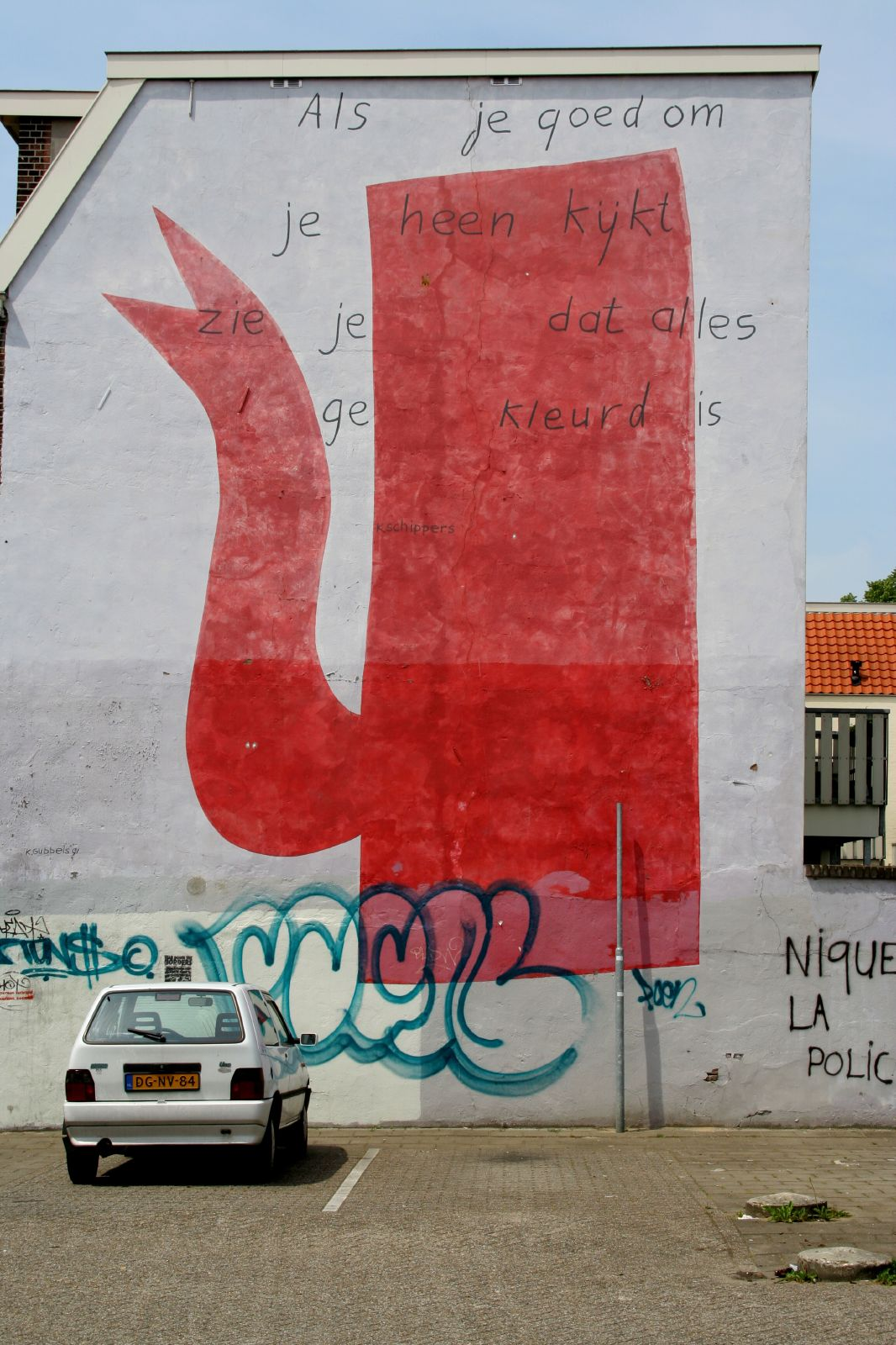
Murale de Klaas Gubbels dans laquelle est incorporé un poème de Schippers.

Cette approche devait bientôt se retrouver dans ses romans. Eerste Indrukkien (Premières impressions, 1979) porte comme sous-titre «Les mémoires d’un enfant de trois ans». Rien d’extraordinaire ne se produit pour ce jeune enfant, mais le tout est raconté dans une perspective aussi nouvelle qu’inusitée. Certains poèmes se retrouvent recyclés dans ses romans. Ainsi, la phrase «Regarde soigneusement autour de toi et tu verras que tout est couleurs» extraite de son roman Bewijsmateriaal (Matière à preuve, 1978) parut d’abord sous forme d’un poème de quatre lignes dans le recueil Een vis zwemt uit zijn taalgebied (Un poisson s’échappe en nageant de son aire linguistique, 1976). Les quatre phrases tirées «De la grammaire anglaise et hollandaise avec un coup de théâtre triste», identiques en anglais et en néerlandais sont reprises dans Zilah (2002).  Généralement les situations fantaisistes que l’on retrouve dans ces romans partent d’un objet matériel quelque peu mystérieux sur lequel on insiste peu, mais qui servira de prétexte au développement d’un scénario (techniquement appelé un «MacGuffin»). Dans Zilah (2002) ce sont les conséquences du fait apparemment banal de l’achat par l’héroïne des droits en néerlandais d’une marque de commerce; dans Waar was je nou (Mais où es-tu donc, 2005) c’est la capacité de pénétrer à l’intérieur d’une de ses propres photographies pour effacer son propre passé. On retrouve une autre forme de recyclage dans le poème originellement inclus dans Bewijsmateriaal, où l’artiste connu pour ses cafetières incorpore un poème de Schippers dans une murale peinte sur une rangée de maisons à Nijmegen. Cette murale datant de 1991 s’est vue attribuée le prix Jurylid Chabot. Les deux artistes devaient être réunis pour la publication d’un poème-art, De kan (1995).

## Prix
- 1966 - Prix de la poésie de la ville d’Amsterdam pour  Een klok en profil
- 1980 - Prix Cestoda
- 1983 - Prix Multatuli pour Beweegredenen
- 1990 - Prix J. Greshoff pour Museo sentimental
- 1995 - Zilveren Griffel  («Oscar» d’argent de la littérature enfantine) pour 's Nachts op dak
- 1996 - Prix P.C. Hooft pour l’ensemble de son œuvre
- 1997 - Prix Pierre Bayle pour son travail comme critique
- 1999 - Zilveren Griffel pour Sok of sprei
- 2006 - Prix Libris Literatuur pour Waar was je nou

## Œuvre

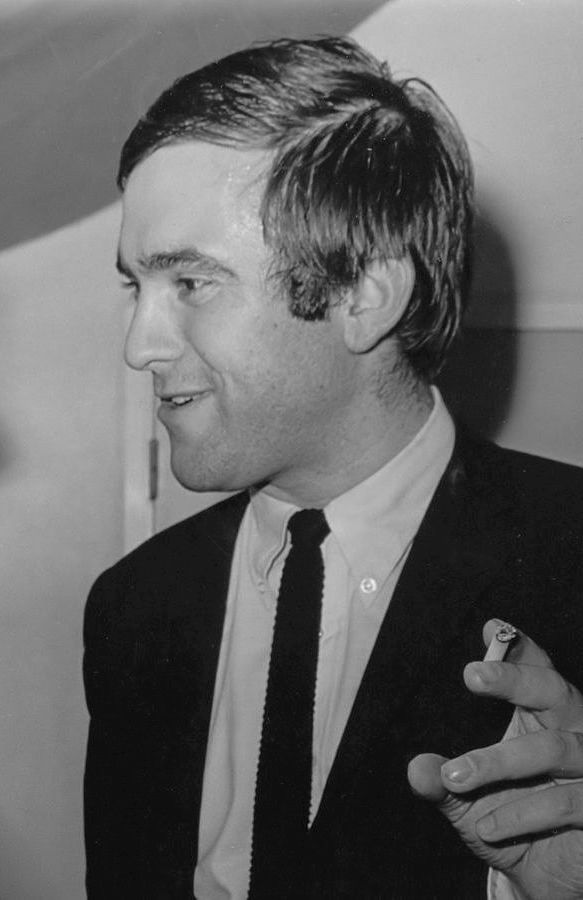
K. Schippers lors de la remise du prix de la poésie de la ville d'Amsterdam le 8 décembre 1967.

- 1963 - De waarheid als De koe (poésie)
- 1964 - Barbarber, tijdschrift voor teksten. Een keuze uit dertig nummers (anthologie avec J. Bernlef et G. Brands)
- 1964 - Wat zij bedoelen (avec J. Bernlef; entrevues avec le poète Jan Hanlo)
- 1965 - Een klok en profil (poésie)
- 1967 - 128 vel schrijfpapier (avec C. Buddingh') (ouvrage de référence)
- 1967 - Een cheque voor de tandarts (avec J. Bernlef) (documentaire)
- 1968 - Barbarber, een keuze uit tien jaar, 1958-1968 (avec J. Bernlef et G. Brands)
- 1969 - Verplaatste tafels, reportages, recherches, vaudeville (poésie)
- 1971 - Een avond in Amsterdam, Dix entretiens avec Ben ten Holter
- 1972 - Sonatines door het open raam. Gedichten bij partituren van Clementi, Kuhlau en Lichner (poésie)
- 1974 - Holland Dada (documentaire)
- 1975 - Nieuwe woordbeeldingen. Verzamelde gedichten van I.K. Bonset
- 1976 - Een vis zwemt uit zijn taalgebied. Tekst en beeld voor witte clown (poésie)
- 1978 - Bewijsmateriaal (roman)
- 1979 - Eerste indrukken. Memoires van een driejarige (roman)  (ISBN 9789021445564)
- 1979 - Het formaat van Man Ray (texte)
- 1980 - Een leeuwerik boven een weiland. Een keuze uit de gedichten (anthologie)  (ISBN 9021480832)
- 1982 - Beweegredenen (roman)  (ISBN 9021480840)
- 1985 - Een liefde in 1947 (roman)  (ISBN 9021480859)
- 1986 - De berg en de steenfabriek (essais)  (ISBN 9021480867)
- 1989 - Een maan van Saturnus. De film te midden van de kunsten  (ISBN 9060746376)
- 1989 - Het witte schoolbord (histoire longue)   (ISBN 9070066750)
- 1989 - Museo sentimental. Verhalen en beschouwingen (histoires et essais)  (ISBN 9021480875)
- 1992 - Eb (essais)  (ISBN 9021480883)
- 1993 - Vluchtig eigendom (roman)  (ISBN 9021480891)
- 1994 -  's Nachts op dak. Vijftig kindervoorstellingen (théâtre  pour enfants)  (ISBN 9021480905)
- 1995 - De vermiste kindertekening. Verhalen en beschouwingen (histoires et essais)  (ISBN 9021480808)
- 1995 - De kan (six poèmes accompagnant les cafetières de K. Gubbels)  (ISBN 9072797078)
- 1996 - Poeder en wind (roman)  (ISBN 9021480778)
- 1997 - Henri Plaat presents... (avec Betty van Garrel; rédaction Nicole Willemse)  (ISBN 9066171979)
- 1997 - ' apostrof (article du NRC)
- 1998 - Sok of sprei. Vijftig kindervoorstellingen (drame pour enfants)  (ISBN 902148076X)
- 1998 - Sprenkelingen. Verhalen en beschouwingen  (ISBN 9021480751)
- 2002 - Zilah  (ISBN 9021480077)
- 2005 - Waar was je nou  (ISBN 9021480182) (en nomination pour le  Gouden Doerian, gagnant du prix Libris Literatuur, 2006)
- 2005 - Het droomhuis (fiction pour enfants)
- 2008 - De Hoedenwinkel (roman)  (ISBN 9021434873)
- 2010 - De bruid van Marcel Duchamp (étude d’art)  (ISBN 9789021437798), traduction française: «La Mariée de Marcel Duchamp», 2021  (ISBN 9782490505289)
- 2010 - Op een dag (courte nouvelle)
- 2011 - Tellen en wegen (poésie)
- 2012 - Op de foto (roman)  (ISBN 9789021442099)
- 2013 - Voor jou (courte nouvelle)  (ISBN 9789021447445)
- 2014 - Fijn dat u luistert (poésie)
- 2015 - Niet verder vertellen (roman)
- 2016 - Tot in de verste hoeken (contes et considérations)
- 2017 - Garderobe, kleine zaal (poésie)
- 2018 - Straks komt het (roman)
- 2020 - Baby zeepaardje (un poème)
- 2021 - Nu je het zegt (roman)